# Smedvipa
Smedvipa (Vanellus armatus) är en afrikansk fågel i familjen pipare inom ordningen vadarfåglar.

## Utseende och läte
Smedvipan är en prydligt tecknad vadare i grått, svart och vitt. Den har vitt på hjässan och svart på ansiktet och bröstet. Ungfåglarna är mestadels brunaktiga. Lätet är ett ljudligt ringande "tink-tink-tink" som avges i serier, liknat vid en smed som hamrar på sitt städ, därav namnet.

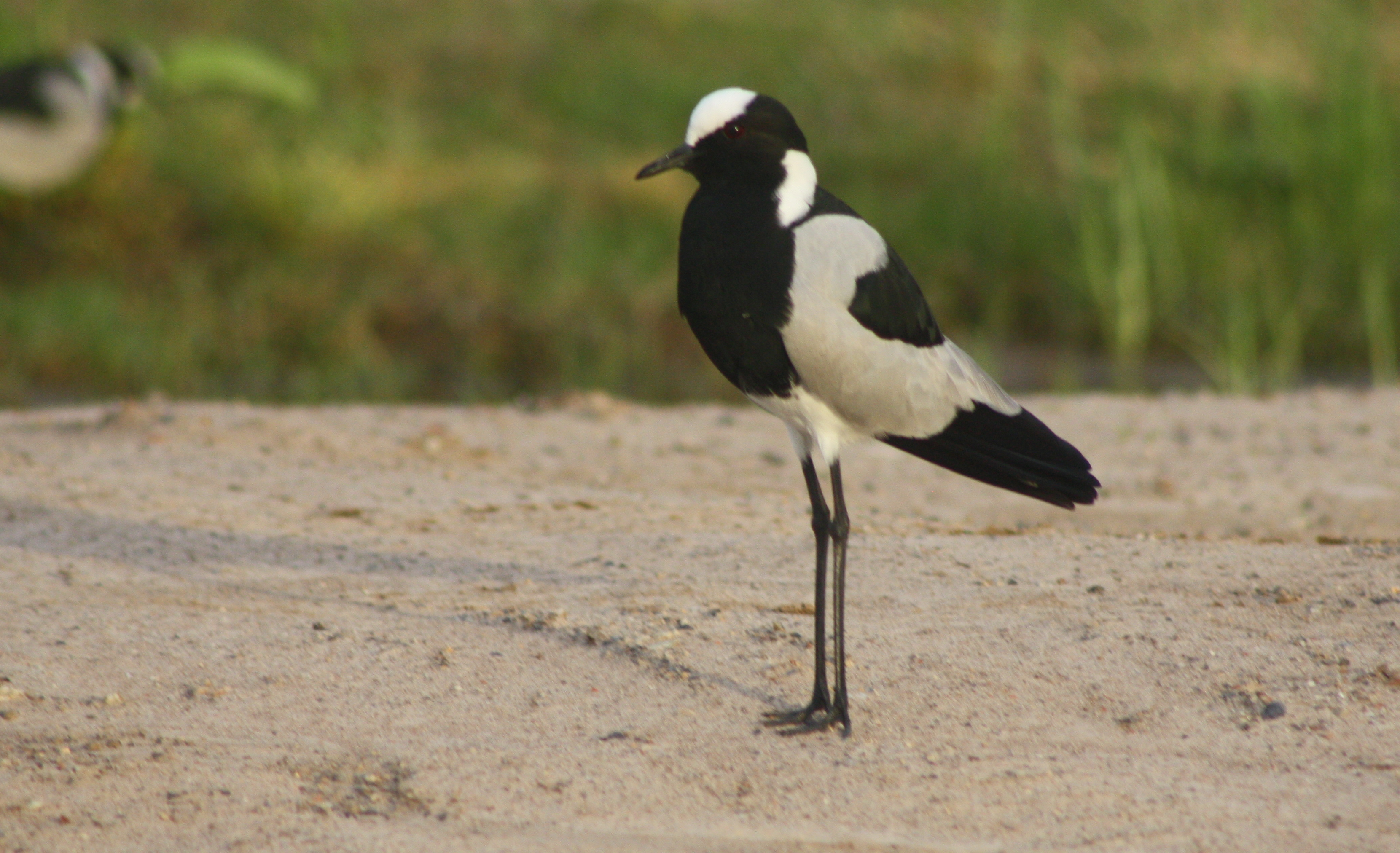

## Utbredning och systematik
Smedvipan förekommer i sjöar och kärr i östra och södra Afrika. Den behandlas som monotypisk, det vill säga att den inte delas in i några underarter. Resultat från genetiska studier tyder på att smedvipans närmaste släktingar är  vitkronad vipa (V. albiceps) och sporrvipa (V. spinosus). Arten har noterats hybridisera med sporrvipa i Malawi, möjligen även i Kenya.

## Levnadssätt
Smedvipan är starkt bunden till våtmarker, även om den kan sprida sig till översvämmade våtmarker och intilliggande torra miljöer för att födosöka. Föräldrarna skyddar sina ungar aggressivt och har noterats attackera både elefanter, blåkråkor och rovfåglar.

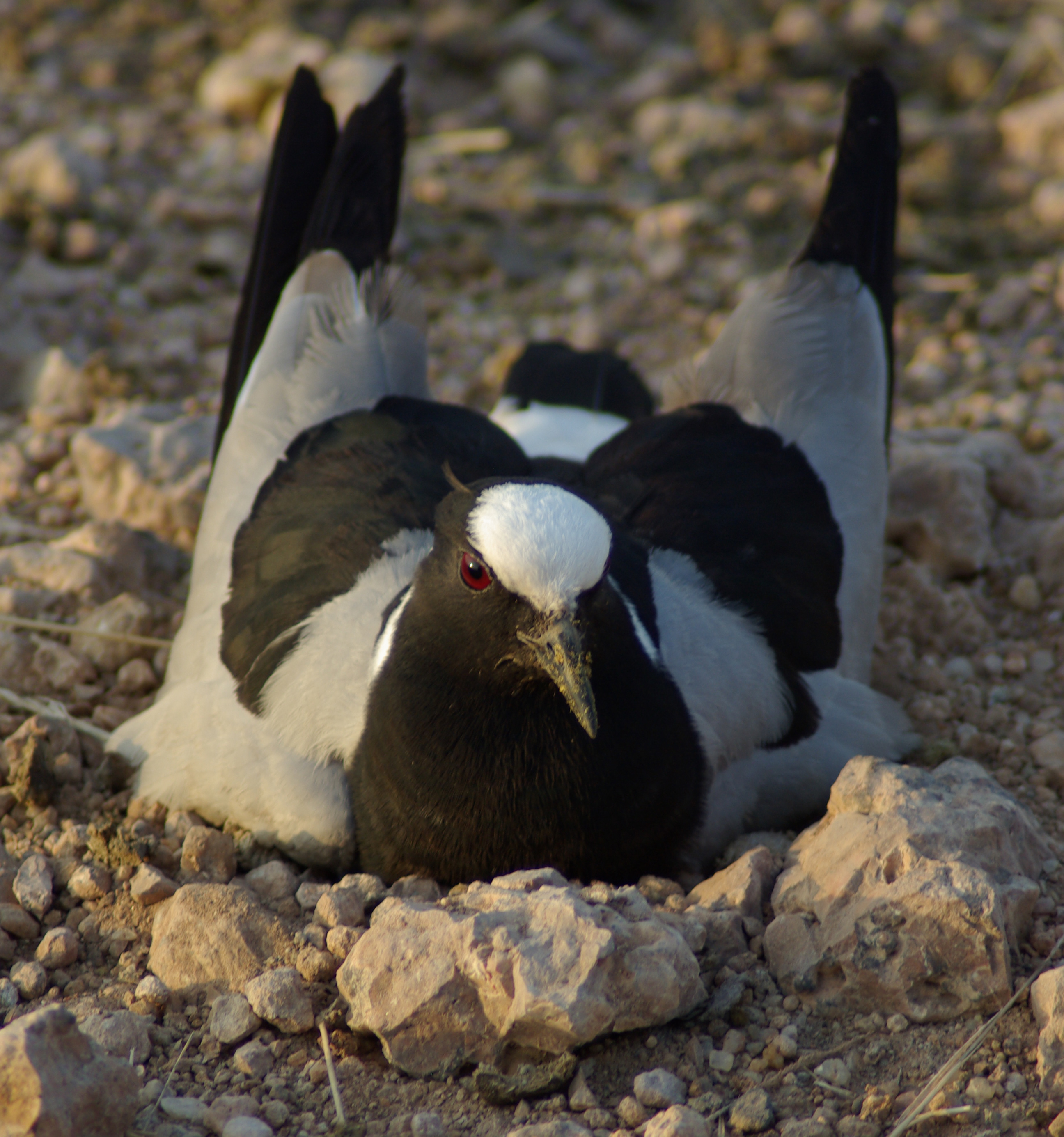
Smedvipa på bo.

## Status och hot
Arten har ett stort utbredningsområde och en stor population, och tros öka i antal. Utifrån dessa kriterier kategoriserar internationella naturvårdsunionen IUCN arten som livskraftig (LC).